# Verneuil-en-Halatte
Verneuil-en-Halatte település Franciaországban, Oise megyében. Lakosainak száma 4795 fő (2022. január 1.). Verneuil-en-Halatte Rieux, Senlis, Apremont, Aumont-en-Halatte, Beaurepaire, Brenouille, Creil, Fleurines, Nogent-sur-Oise és Villers-Saint-Paul községekkel határos.

## Népesség
A település népessége az elmúlt években az alábbi módon változott:
| Lakosok száma | 4657 | 4690 | 4755 | 4650 | 4677 | 4707 | 4738 | 4734 | 4795 |
|               | 2013 | 2015 | 2016 | 2017 | 2018 | 2019 | 2020 | 2021 | 2022 |